# Tmarus caporiaccoi
Tmarus caporiaccoi là một loài nhện trong họ Thomisidae.
Loài này thuộc chi Tmarus. Tmarus caporiaccoi được miêu tả năm 1955 bởi Comellini.